# Мерзлякова, Наталья Владимировна
Ната́лья Влади́мировна Мерзляко́ва (род. 30 мая 1965) — советская и российская легкоатлетка, специалистка по бегу на короткие дистанции. Выступала в 1991—1997 годах, победительница Кубка Европы, двукратная чемпионка России в эстафете 4 × 100 метров, участница чемпионата Европы в помещении в Стокгольме. Представляла Свердловскую область. Мастер спорта России международного класса. Тренер по лёгкой атлетике.

## Биография
Наталья Мерзлякова родилась 30 мая 1965 года. Занималась лёгкой атлетикой под руководством Нелли Яковлевны Сажаевой.
Впервые заявила о себе в сезоне 1991 года, когда на зимнем чемпионате СССР в Волгограде выиграла серебряную медаль в беге на 60 метров.
В 1992 году в той же дисциплине получила серебро на зимнем чемпионате России в Волгограде.
В 1994 году в беге на 60 метров с личным рекордом 7,17 завоевала бронзовую награду на зимнем чемпионате России в Липецке. Также в беге на 50 метров выиграла серебряную медаль на международном турнире «Русская зима» в Москве. На летнем чемпионате России в Санкт-Петербурге с командой Свердловской области одержала победу в эстафете 4 × 100 метров.
В 1995 году в 60-метровой дисциплине вновь была второй на «Русской зиме», взяла бронзу на зимнем чемпионате России в Волгограде. На летнем чемпионате России в Москве вновь победила в эстафете 4 × 100 метров.
В 1996 году в беге на 60 метров была лучшей на Мемориале Дьячкова в Москве, стала второй в матчевой встрече со сборной Великобритании в Бирмингеме, на «Русской зиме», на международных турнирах в Турине и Москве, финишировала третьей на зимнем чемпионате России в Москве. Благодаря череде удачных выступлений вошла в основной состав российской сборной и удостоилась права защищать честь страны на чемпионате Европы в помещении в Стокгольме, где в финале с результатом 7,29 пришла к финишу четвёртой. Позднее в эстафете 4 × 100 метров победила на Кубке Европы в Мадриде. В беге на 100 метров была седьмой на Мемориале братьев Знаменских в Москве и восьмой на летнем чемпионате России в Санкт-Петербурге.
Завершила спортивную карьеру по окончании сезона 1997 года.
За выдающиеся спортивные достижения удостоена почётного звания «Мастер спорта России международного класса».
Впоследствии работала тренером по лёгкой атлетике в Екатеринбурге, среди её воспитанников Алёна Мамина (Тамкова), Андрей Симагин и др.